# Internationale Sommerakademie für Bildende Kunst Salzburg
Die Internationale Sommerakademie für Bildende Kunst Salzburg, 1953 von Oskar Kokoschka als „Schule des Sehens“ auf der Festung Hohensalzburg gegründet, ist die älteste ihrer Art in Europa. Jährlich besuchen derzeit ca. 300 Teilnehmer aus über 50 Staaten (Stand: 2019) ca. 20 Kurse an den zwei fixen Kursorten Festung Hohensalzburg und Kiefer Steinbruch in Fürstenbrunn, sowie an temporären Standorten. Die Salzburger Sommerakademie ist prinzipiell für alle Interessierten offen. Gut zwei Drittel der Teilnehmer sind Professionelle (Künstler und Kunststudierende). Alle Teilnehmer durchlaufen ein Bewerbungsverfahren, bei dem die Lehrenden über ihre Aufnahme entscheiden.

## Lehrinhalte
Renommierte Künstler aus der ganzen Welt geben Kurse in Malerei, Zeichnung, Druckgrafik, (Stein-)Bildhauerei, Installation, Mixed Media, Architektur, Schmuckgestaltung, Fotografie, Video, Performance, Kuratorischer Praxis und Schreiben über Kunst. Die organisatorische Struktur der Sommerakademie ermöglicht es ihr, kurzfristig auf aktuelle Entwicklungen des Kunstbetriebs zu reagieren und jüngste Tendenzen mitzuprägen.

## Geschichte
Die Akademie wurde 1953 von Oskar Kokoschka und Friedrich Welz als Schule des Sehens auf der Festung Hohensalzburg gegründet. Nachfolger als Direktor wurde 1964 Hermann Stuppäck. Von 1981 bis 1999 war Wieland Schmied Präsident der Sommerakademie. Barbara Wally begann 1981 mit Schmied als Geschäftsführerin und übernahm 1999 die Gesamtleitung der Sommerakademie als Direktorin bis 2009. Sie wurde im März 2009 durch Hildegund Amanshauser abgelöst, die bis 2020 die Sommerakademie professionalisierte, auf globalisierte Zusammenhänge fokussierte und zu einer Globalen Akademie entwickelte. Mit 1. September 2020 ist Sophie Goltz neue Direktorin der Internationalen Sommerakademie. Ihre zentralen Anliegen sind künstlerische Praktiken, die sich einer experimentellen Pädagogik verschreiben und digitaler Technologien oder neuartiger, synthetisch generierter Materialien bedienen.

## Professoren
Als Dozenten sind international anerkannte Künstler oder Hochschulprofessoren tätig. Unterrichtet haben unter anderem  z. B. Bani Abidi,  Doug Ashford, Kenjirō Azuma, Norbert Bisky, Erwin Bohatsch, Arik Brauer, Tania Bruguera, Alice Creischer, Gunter Damisch, Valie Export, Rupprecht Geiger, Gotthard Graubner, Itsuko Hasegawa, Xenia Hausner, Coop Himmelb(l)au, Giselbert Hoke, Hans Hollein, Nan Hoover, Milan Horvat, Friedensreich Hundertwasser, Jörg Immendorff, Alfredo Jaar, Anna Jermolaewa, Robert Jungk, Allan Kaprow, Kiki Kogelnik, Robert Kuśmirowski, Maria Lind, Markus Lüpertz, Friedrich Meckseper, Mario Merz, Kunito Nagaoka, Paloma Navares, Hermann Nitsch, Eduardo Paolozzi, Gustav Peichl,  Dan Perjovschi, Manfred Pernice, Herbert Post, Gerhard Rühm, Nicolaus Schafhausen, Andreas Siekmann, Katharina Sieverding, Annegret Soltau, Daniel Spoerri, Yoshi Takahashi, Heinz Trökes, Günther Uecker, Wolf Vostell, Ai Weiwei, Ben Willikens, Josef Zenzmaier